# ロマンティックな冒険者
| 専門評論家によるレビュー | 専門評論家によるレビュー |
| レビュー・スコア         | レビュー・スコア         |
| 出典                     | 評価                     |
| ------------------------ | ------------------------ |
| AllMusic                 | [ 1 ]                    |

『ロマンティックな冒険者』（ロマンティックなぼうけんしゃ、Adventures in Clubland）は、イングランドのバンド、モダン・ロマンスのデビュー・アルバム。1981年にWEAからLPとカセットテープがリリースされ、2008年にはウーンデッド・バード・レコードからCDで再発盤が出された。

## トラックリスト
特記のない曲はジェフ・ディーンとデイヴィッド・ジェイムズの作詞作曲である。
1. ブリング・オン・ザ・ファンカティアーズ / "Bring on the Funkateers" – 4:09 (Deane, D. Jaymes, Paul Gendler)
2. おしゃべりクイーン / "Nothing Ever Goes the Way You Plan/Queen of the Rapping Scene" – 5:47
3. クラブランド・ミックス / Clubland Mix – 11:36 (Deane, D. Jaymes, Gendler)
  - レッツ・ゴー・サルサ / "Everybody Salsa" (Deane, D. Jaymes)
  - ムーズ・オン・ザ・ルーズ / "Moose on the Loose"
  - サルサ・ラプソディー / "Salsa Rapp-Sody"
  - 今夜はアイ・ヤイ・ヤイ! / "Ay Ay Ay Ay Moosey" (Deane, D. Jaymes)
4. ウィーヴ・ゴット・ゼム・ランニング / "We've Got Them Running (The Counting Song)" – 3:41
5. サルサに夢中 / "Can You Move" – 8:28
6. アイ・キャント・ゲット・イナフ / "I Can't Get Enough" – 4:20
7. スタンド・アップ / "Stand Up" – 5:52

## チャート
- ベネズエラ #1 - ゴールドディスク認定[3]

## パーソネル
- ジェフ・ディーン - ボーカル
- ポール・ジェンドラー - ギター
- デイヴィッド・ジェイムズ - ベース
- ロビー・ジェイムズ - シンセサイザー
- アンディ・キリアコ - ドラムス
- ジョン・デュ・プレ - トランペット
- マイケル・J・マリンズ（英語版） - バックング・ボーカル、ギター（スリーブにクレジットあり）

## シングル
イギリスでは、このアルバムからリリースされたシングル3枚が、全英シングル・チャートに入った。
- レッツ・ゴー・サルサ / Everybody Salsa (1981) UK #12
- 今夜はアイ・ヤイ・ヤイ! / Ay Ay Ay Ay Moosey (1981) UK #10
- おしゃべりクイーン / Queen of the Rapping Scene / Nothing Ever Goes the Way You Plan (1982) UK #37